# Schleuse Meiderich
Die Schleuse Meiderich ist die Eingangsschleuse zum Rhein-Herne-Kanal (RHK) in Duisburg und die erste der fünf Schleusen im RHK. Für Binnenschiffe wird damit die Verbindung des Duisburger Hafens nach Osten mit der Weser und der Elbe geschaffen, wodurch die deutschen Nordseehäfen an das Ruhrgebiet und die Rheinschiene angebunden sind. Gelegen im Stadtteil Meiderich hält sie den Wasserstand im Kanal unabhängig vom Abflussgeschehen im Rhein. Für Großmotorgüterschiffe und Schubverbände mit zwei Leichtern (Schiffstypen der Kategorie Vb) steht an der Fallstufe eine einzelne Schleusenkammer von 190 Meter Länge zur Verfügung.

## Geschichte

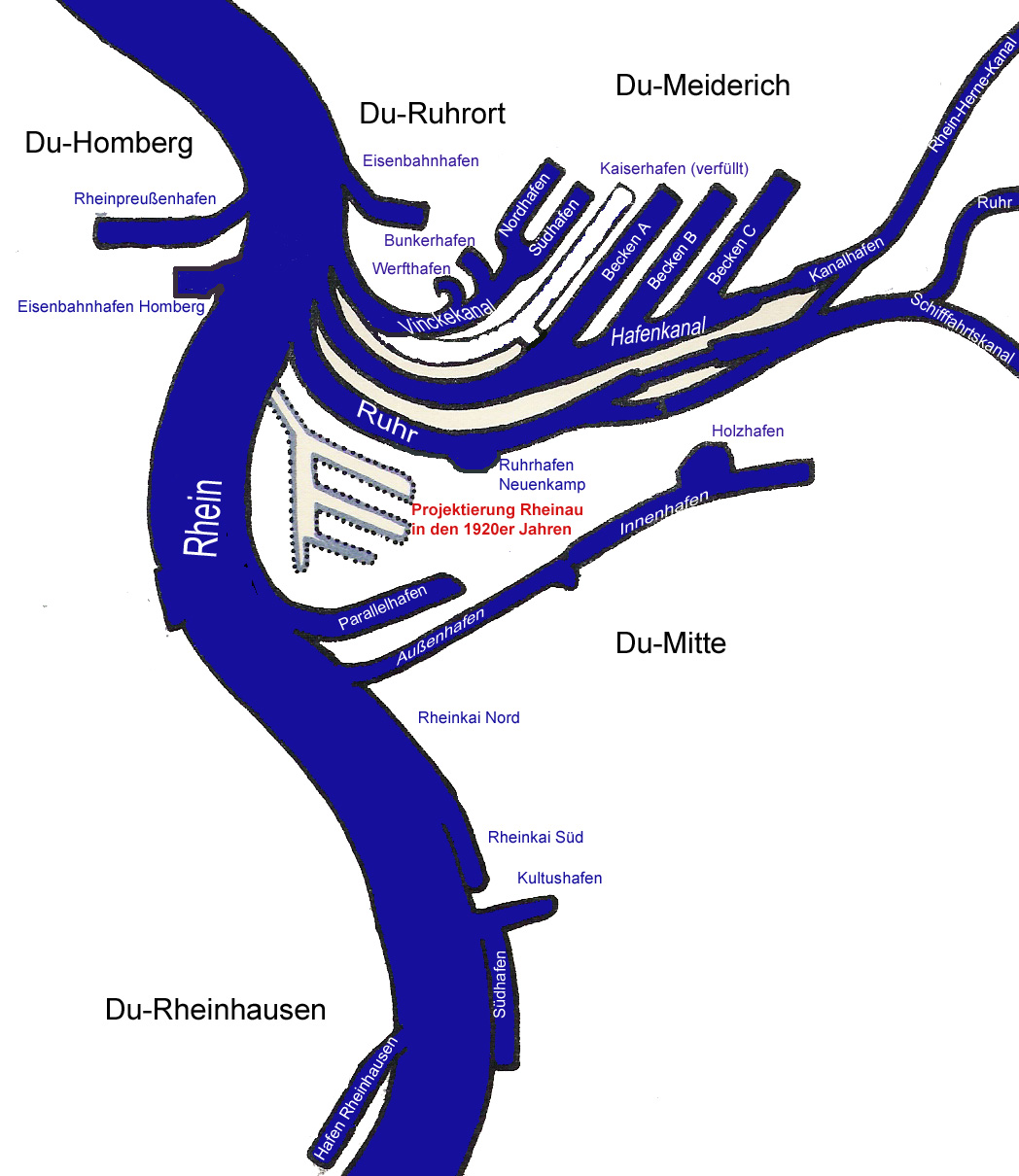
Wasserstraßennetz in Duisburg

Mit dem Bau des RHK wurde auch die Schleuse Meiderich errichtet und 1914 als Schleuse I in Betrieb genommen. Sie lag nördlich auf dem Gelände direkt neben der heutigen Schleuse, das für einen künftigen Neubau frei gehalten wird. Als Kammerverschlüsse dienten im Unter- und Oberhaupt Schiebetore, die an Stahlseilen hängend in seitliche Torkammern öffnen konnten. Als Schleppzugschleuse hatte die Schleusenkammer eine Länge von 165 Meter. Die Breite von 10 m erlaubte die gleichzeitige Schleusung von zwei Schleppkähnen des RHK-Typs. Zwischen den einzelnen Fallstufen des RHK durften nur die staatlichen Monopol-Schlepper die Lastkähne transportierten. Die 80 m langen und 9,5 m breiten Kähne hatten einem Tiefgang von 2,5 m und wurden per Treidellokomotive in die Schleuse gezogen. Alte Fotos (siehe #Weblinks) zeigen die Stahlbrücken der Schmalspurbahn, die in Verlängerung der nördlichen Kammerwand in Uferhöhe über Pfeiler geführt wurden. An den Toren waren große Dreiecke aufgemalt, um den Schiffen den Schleuseneingang zu markieren. Reste der alten Kanalmauern sind heute noch im Unterwasser zu erkennen.
Als einzige Schleuse des RHK war die Meidericher Schleuse ohne eine zweite Schleuse ausgeführt worden. Erst 1926 mit dem Bau der Ruhrschleuse Duisburg wurde unter Umgehung des Duisburger Hafens eine alternative Verbindung zum Rhein geschaffen (siehe Bild vom Wasserstraßennetz Duisburg).

## Heutige Schleuse
Nach mehr als 50 Betriebsjahren musste über eine Erneuerung der Schleuse Meiderich nachgedacht werden, um sie für die moderne Frachtschifffahrt zu ertüchtigen. Zwischen 1978 und 1980 wurde südlich neben der alten Schleusenkammer die neue Schleuse in ihrer heutigen Form errichtet. Die neuen Abmessungen der Schleusenkammer betragen 190 Meter Nutzlänge und 11,89 m Breite. Bei den heutigen Standardbreiten der Schiffe von 11,40 m bleibt nicht mehr viel seitlicher Navigationsraum innerhalb der Kammer. Daher baut die WSV heutzutage Kammern mit einer Nutzbreite von 12,50 m.
Als weithin sichtbare Landmarke im Duisburger Hafen liegt der Steuerstand der Schleuse im hohen Querriegel des Untertors. Von dort aus werden noch zwei weitere Schleusen in der Nähe bedient: die Ruhrschleusen in Duisburg und Raffelberg. Der große Riegel über dem Unterhaupt trägt das an Stahlseilen aufgehängte zweiteilige Hubtor von 24 m Höhe. Im normalen Schleusenbetrieb hängt der zweite, obere Teil unter dem Riegel und wird nur bei Rheinhochwasser abgesenkt, um einen Zufluss aus dem Rhein zu verhindern. Am Riegel hängt noch eine weitere 24 t schwere Stahlkonstruktion, die bei Einfahrt eines Schiffs aus dem RHK abgesenkt wird. Sie dient als massive Stoßschutzanlage, damit Schiffe das Hubtor nicht beschädigen können. Alle Stahlbauteile besitzen Gegengewichte und werden elektromechanisch über Hubseile verfahren. Als Obertor ist ein Hubsenktor verbaut, das als Stoßschutz eine Fangnetzanlage aufweist.
Die Schleuse wurde zwischen 2003 und 2009 rundum renoviert. Da der Stahlwasserbau nicht ausreichend dimensioniert war, mussten die Tore nach 28 Betriebsjahren und rund 300.000 Schleusungen erneuert und der Torschutz verstärkt werden. Auch das Hubgerüst musste den neuen Lasten angepasst werden. Dafür war die Schleuse 2008 drei  Monate lang komplett gesperrt. Als Kosten sind 12 Mio. Euro genannt worden.

## Lage
Pontwert 50, 47059 Duisburg.
Die Schleuse Meiderich liegt rund 2,5 km nördlich vom Stadtzentrum Duisburg und 1,5 km südlich von Meiderich. Die untere Haltung wird durch den Hafenkanal des Duisburger Hafens gebildet, wo am Abzweig zum Hafenbecken C der Beginn des RHK liegt. Hier befindet sich die Hebestelle für die Nutzungsgebühren, die alle ein- und ausfahrenden Schiffe registriert. Am Südufer des Hafenkanals liegt das Rückpumpwerk, mit dem das Verlustwasser in die obere Haltung zurück gepumpt werden kann.
Hinter der Schleusenausfahrt beginnt in östlicher Richtung der eigentliche RHK. Bei Kanal-km 1,4 zweigt der Verbindungskanal zur Ruhr ab, über den der Rhein-Ruhr-Hafen in Mülheim über den Ruhrschifffahrtskanal erreicht werden kann. Durch das Ruhrwehr Duisburg haben der Unterlauf der Ruhr und der kurze Verbindungskanal den gleichen Wasserstand wie der RHK. Um bei Hochwasser der Ruhr den Zufluss zum Kanal abzuriegeln befindet sich im Verbindungskanal ein Hochwassersperrtor. Zum Rhein hin liegt neben dem Ruhrwehr die Ruhrschleuse Duisburg, die als Schleppzugschleuse mit 310 m Kammerlänge seit den 1920er Jahren die stark beanspruchte Schleuse in Meiderich entlastet.
In der Fortsetzung des RHK schwenkt dieser an den zwei Eisenbahnbrücken in Obermeiderich in Richtung Norden und erreicht nach fünf Kilometern hinter der Autobahnbrücke der A2 die zweiten Schleuse in Oberhausen. Der RHK endet bei Kanal-km 45,6 am Schleusenpark Waltrop. Dort geht er mit gleichem Wasserstand in den Dortmund-Ems-Kanal über. Hinter der Schleuse Münster am Nassen Dreieck ist das Westdeutsche Kanalnetz an den Mittellandkanal nach Osten angeschlossen, über den die Binnenschiffe die Weser und die Elbe erreichen. Dahinter folgt das ostdeutsche Kanalnetz mit dem Elbe-Havel-Kanal, über den das Netz bis zur Oder reicht.

## Zufahrt
Die Straße Pontwert ist eine Verbindungsstraße innerhalb des Duisburger Hafens, die direkt unterhalb der Schleuse eine Brücke über den Kanal besitzt. Die parallel dazu liegende Brücke dient der Hafenbahn, die etwas weiter westlich die Straße quert. Von dort führt eine schmale Zuwegung zu einem Parkplatz am Unterhaupt der Schleuse. Radfahrer können den Radweg parallel zur Schleuse nutzen, der weiter in Richtung Osten nach Oberhausen und auf den Ruhrtalradweg führt. Direkt am Oberhaupt der Schleuse quert die große Brücke der Bundesautobahn 59 den RHK.

## Nächste Schleusen
| Rhein-Herne-Kanal                     | Rhein-Herne-Kanal | Rhein-Herne-Kanal   | Rhein-Herne-Kanal      | Rhein-Herne-Kanal   | Fortsetzung           |
| Kanal                                 | untere Haltung    | Schleuse Meiderich  | obere Haltung          | Kanal               | Ruhr-Kanal            |
| km 0,0                                | 0,8 km ← Westen   | km 0,8              | 4,9 km → Nordosten     | km 5,7              | 1,0 km ← Süden        |
|                                       |                   | Hubhöhe i.M. 7,35 m | Wasserstand: 25,0 m NN | Schleuse Oberhausen | Ruhrschleuse Duisburg |
| Hafen Duisburg Hafenkanal             | Rheinwasserstand  | Hubhöhe i.M. 7,35 m |                        |                     |                       |
| aktuelle Wasserstände auf Pegelonline |                   |                     |                        |                     |                       |